# Моцарт, Леопольд
Иоганн Георг Леопольд Моцарт (нем. Johann Georg Leopold Mozart; 14 ноября 1719, Аугсбург — 28 мая 1787, Зальцбург) — австрийский скрипач, композитор. Отец и учитель В. А. Моцарта, оказал значительное влияние на его творческое формирование.

## Биография
Леопольд родился в семье переплётчика книг, изучал философию и право в Зальцбургском университете (1737–1739). Некоторое время он был камердинером и музыкантом у одного графа. С 1743 Леопольд Моцарт служил скрипачом, а с 1763 — вице-капельмейстером придворной капеллы архиепископа Зальцбургского.
Автор методического труда о скрипичной игре «Versuch einer gründlichen Violinschule» (Аугсбург, 1756), который долго считался лучшим руководством для изучения игры на скрипке, выдержал не менее десяти изданий и был переведен на французский и голландский языки.
Среди произведений Моцарта были мессы, кантаты, оратории, инструментальная музыка, много пьес для клавесина и органа, симфонии и пр. Ему также приписывается авторство «Симфонии игрушек».
Род Моцартов ведёт из южно-немецкого города — Аугсбурга. Предки Леопольда Моцарта были строителями, но Леопольд пожелал быть музыкантом и перебрался в город Зальцбург, где поступил на службу к местному архиепископу. Служил придворным музыкантом и получал жалование (250 флоринов в год).

## Семья
В 1747 году женился на Анне Марии Пертль, которая родила ему семерых детей, из которых только двое дожили до взрослого возраста: Мария Анна Вальбурга Игнатия и Вольфганг Амадей. Жена признавала авторитет мужа. Для детей Леопольд был идеалом, маленький Вольфганг в детстве говорил: «После Бога только папа». Леопольд играл на скрипке, органе, руководил церковным хором, писал музыку, был прирожденным педагогом. Одним из тех исполнителей, чье мастерство Леопольд Моцарт ценил особенно высоко, был виолончелист Эмануэль Сипрутини.

## Иллюстрации

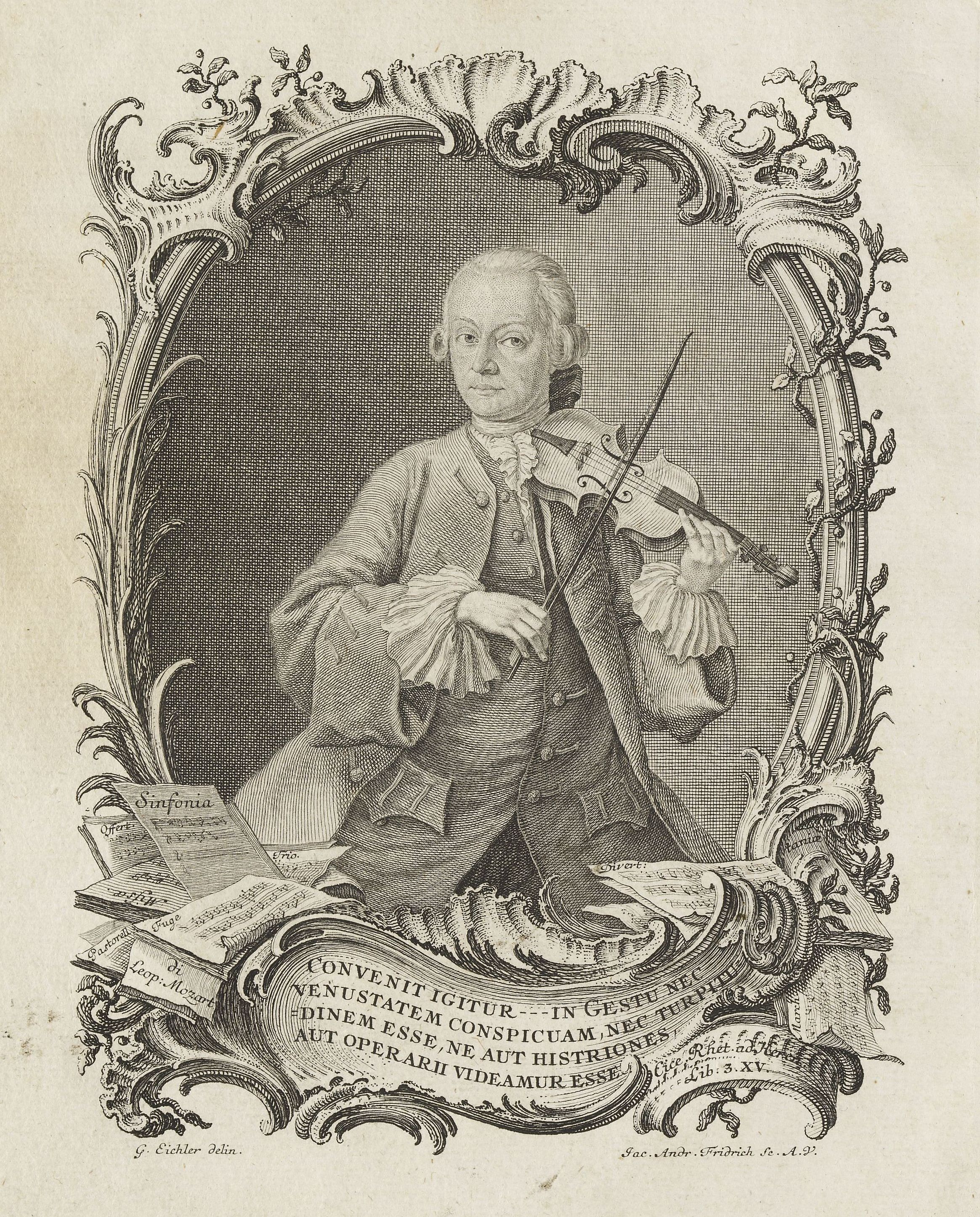
Леопольд Моцарт
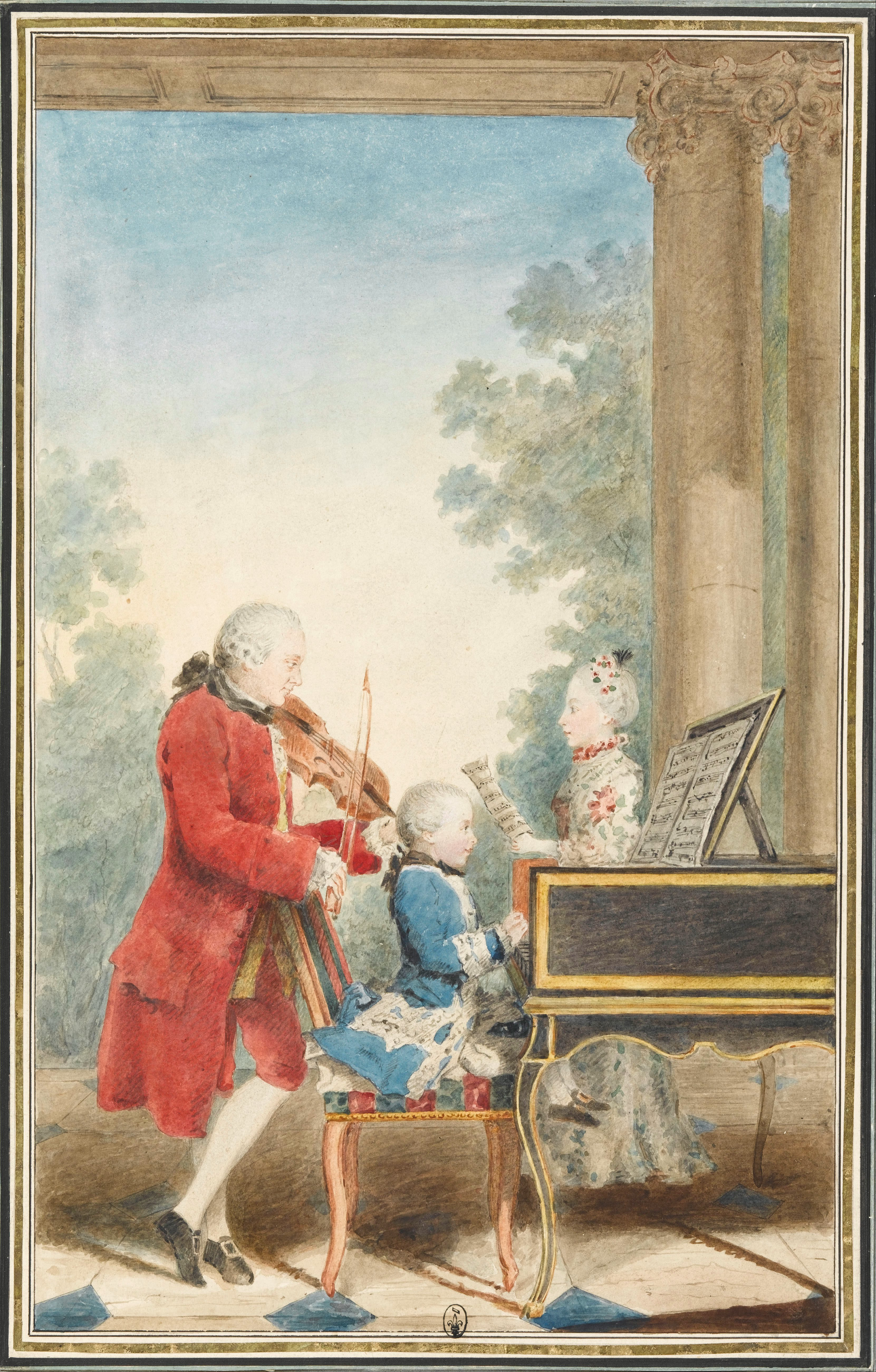
Леопольд Моцарт

## Образ в кино
- «Амадей» (1984)